# Rautjärvi
Rautjärvi [ˈrɑu̯tjærvi] ist eine Gemeinde im Südosten Finnlands. Sie liegt in der Landschaft Südkarelien an der Grenze zu Russland. Etwa die Hälfte der 3093 Einwohner (Stand 31. Dezember 2022) wohnt im Gemeindezentrum Simpele. Die zweite größere Siedlung ist Rautjärven Asemaseutu mit 800 Einwohnern. Daneben gehören zum Gemeindegebiet die Dörfer Innasennurkka, Kaljusenkylä, Laikko, Miettilä, Niskapietilä und Änkilä. Rautjärvi gehört zu den industrialisiertesten Gemeinden Finnlands. Der größte Arbeitgeber der Gemeinde ist eine Papierfabrik des M-real-Konzerns in Simpele.

## Geschichte
Rautjärvi ist seit 1666 eine eigenständige Gemeinde. Als Finnland nach dem Zweiten Weltkrieg seine Ostgebiete an die Sowjetunion abgeben musste, verlief die neugezogene Grenze durch Rautjärvi. 40 % des Gemeindegebietes blieben auf sowjetischer Seite. Die heutige Gemeinde Rautjärvi entstand 1973 durch den Zusammenschluss der bisherigen Gemeinden Rautjärvi und Simpele.

## Persönlichkeiten
- Simo Häyhä (1905–2002), Scharfschütze, geboren in Rautjärvi
- Marja-Liisa Kirvesniemi, Skilangläufer, geboren in Simpele
- Sami Repo, Skilangläufer, geboren in Simpele
- Harri Kirvesniemi, Skilangläufer, geboren in Simpele